# Pylaisiadelpha crassipes
Pylaisiadelpha crassipes là một loài Rêu trong họ Sematophyllaceae. Loài này được (Sakurai) W.R. Buck miêu tả khoa học đầu tiên năm 1984.